# Lipinki (gromada w powiecie wschowskim)
Lipinki – dawna gromada, czyli najmniejsza jednostka podziału terytorialnego Polskiej Rzeczypospolitej Ludowej w latach 1954–1972.
Gromady, z gromadzkimi radami narodowymi (GRN) jako organami władzy najniższego stopnia na wsi, funkcjonowały od reformy reorganizującej administrację wiejską przeprowadzonej jesienią 1954 do momentu ich zniesienia z dniem 1 stycznia 1973, tym samym wypierając organizację gminną w latach 1954–1972.
Gromadę Lipinki z siedzibą GRN w Lipinkach utworzono – jako jedną z 8759 gromad na obszarze Polski – w powiecie głogowskim w woj. zielonogórskim na mocy uchwały nr V/14/54 WRN w Zielonej Górze z dnia 5 października 1954. W skład jednostki weszły obszary dotychczasowych gromad Lipinki, Kuźnica Głogowska, Radzyń i Tarnów Jezierny ze zniesionej gminy Sława Śląska w tymże powiecie.
1 stycznia 1955 gromadę włączono do powiatu wschowskiego w tymże województwie, gdzie ustalono dla niej 10 członków gromadzkiej rady narodowej.
1 stycznia 1958 gromadę zniesiono, a jej obszar włączono do gromady Sława w tymże powiecie.